# Шалений Макс 3: Під куполом грому
«Шалений Макс 3: Під куполом грому» (англ. Mad Max Beyond Thunderdome) — австралійський бойовик-антиутопія 1985 року, знятий Джорджом Міллером. Сиквел фільмів «Шалений Макс» (1979) і «Шалений Макс 2: Воїн дороги» (1981).

## Сюжет
У місті Батертаун править підступна володарка Ентіті. Для зміцнення своєї влади вона намагається використовувати Макса, неперевершеного майстра дорожніх сутичок. Але тепер заворожливу низку автомобільних розбірок під спопеляючим сонцем починають змінювати неймовірні рукопашні бої.

## У ролях
- Мел Гібсон — Макс Рокотанскі
- Брюс Спенс — пілот Джедедіа
- Адам Кокберн — Джедедіа молодший
- Тіна Тернер — Тітонька Ентіті
- Френк Трінг — Колекціонер
- Анджело Россітто — Майстер
- Пол Ларссон — Бластер
- Енгрі Андерсон — Айронбар
- Роберт Грубб — Свиня вбивця
- Джордж Спартелс — Блекфінгер
- Едвін Годжмен — доктор Ділгуд
- Боб Горнері — продавець води
- Ендрю Ох — Тон Тон Тату
- Оллі Голл — охоронець Тітоньки
- Лі Райс — охоронець Тітоньки
- Макс Ворролл — охоронець Тітоньки
- Сьюзен Леонард — охоронець Тітоньки
- Роберт Сімпер — охоронець Тітоньки
- Вірджинія Ворк — охоронець Тітоньки
- Гілінг Нг — охоронець Тітоньки
- Рей Тернбулл — охоронець Тітоньки
- Брайан Еллісон — охоронець Тітоньки
- Герард Армстронг — охоронець Тітоньки
- Гелен Бедей — Саванна Нікс
- Марк Спейн — містер Скайфіш
- Марк Куннас — Гекко
- Род Зуанік — Скрулус
- Джастін Кларк — Анна Гоанна
- Шейн Тікнер — Едді
- Тоні Аллейліс — Куша
- Джеймс Вінгров — Тубба Тінті
- Адам Скугелл — Фінн МакКу
- Том Дженнінгс — Слейк
- Джеррі Д'Анджело — мисливець
- Тревіс Леттер — мисливець
- Міґель Лопез — мисливець
- Пол Деніел — мисливець
- Тушка Берген — охоронець
- Емілі Стокер — охоронець
- Сенді Ліллінгстон — охоронець
- Адам Віллітс — містер Скреч
- Бен Честерман — збирач
- Лайам Ніккінен — збирач
- Ден Честерман — збирач
- Крістофер Нортон — збирач
- Кетрін Каллен — збирач
- Гейлан Робертсон — збирач
- Гебріел Ділворт — збирач
- Г'ю Сендс — збирач
- Ребека Ельмалоглу — збирач
- Меріон Сендс — збирач
- Шарі Флуд — збирач
- Кейт Татар — збирач
- Рейчел Грегем — збирач
- Пега Вільямс — збирач
- Емма Говард — збирач
- Тара Вільямс — збирач
- Джоенна МакКерролл — збирач
- Деніел Віллітс — збирач
- Тобі Мессітер — збирач
- Тоня Райт — збирач
- Чарлі Кенні — малий
- Аманда Ніккінен — малий
- Флінн Кенні — малий
- Люк Панік — малий
- Вільям Меннінг — малий
- Джеймс Напье Робертсон — малий
- Адам МакКріді — малий
- Селлі Мортон — малий
- Маргарет Кардін — Жінка на куполі
- Девід Бьюкенен — збирач
- Маргарет Дюпре — дівчина у Бартертауні